# Internationaal Lied Festival Zeist
Het Internationaal Lied Festival Zeist is een jaarlijks terugkerend festival rondom het klassieke lied dat plaatsvindt in de Nederlandse plaats Zeist.
Het festival werd opgericht in 2015 door Aat Klompenhouwer en Steven Matthijsen. Zij trokken de zanger Robert Holl aan voor de artistieke leiding. Het idee voor een Nederlands festival vond zijn inspiratie in de Schubertiade in de Oostenrijkse plaats Dürnstein die sinds 2008 door Holl werd georganiseerd.
Van dinsdag 17 tot en met zondag 22 mei 2016 vond de eerste editie van het Internationaal Lied Festival plaats in de Evangelische Broederkerk in Zeist. Ook de hierop volgende edities vonden plaats in de maand mei, met uitzondering van het jaar 2021 toen het eenmalig in oktober plaatsvond.
De stichting Internationaal Lied Festival Zeist organiseert naast het jaarlijkse festival ook recitals in het voor- en najaar en cursussen en workshops voor amateurmusici en scholieren. Tevens heeft men een programma voor talentontwikkeling van jonge musici onder de naam Next Generation.
Bas-bariton Robert Holl was van 2016 tot en met 2022 de artistiek leider van het festival. In mei 2022 droeg hij het stokje over aan bariton Henk Neven en pianist Hans Eijsackers. Met ingang van 2022 is Robert Holl, naast beschermvrouwe Elly Ameling, beschermheer van het festival.

## Uitvoerenden
Hieronder volgt een selectie van musici die hebben deelgenomen aan het festival.
| Sopraan            | Lenneke Ruiten, Anna Lucia Richter, Carolyn Sampson, Katharine Dain, Marlis Petersen, Harriet Burns |
| Mezzosopraan       | Bernarda Fink, Barbara Kozelj, Sophie Rennert |
| Tenor              | James Gilchrist, Christoph Prégardien, Robin Trischler, Peter Gijsbertsen, Jan-Willem Schaafsma |
| (Bas-)bariton      | Benjamin Appl, Florian Boesch, Raoul Steffani, Stéphane Degout, Michael Wilmering, Robert Holl, Henk Neven, Vincent Kusters |
| Piano              | Malcolm Martineau, Graham Johnson, Rudolf Jansen, Sholto Kynoch, James Ballieu, Joseph Middleton, Sam Armstrong, Thomas Beijer, Thom Janssen, Matthias Lademann, Daan Boertien, Roger Braun, Hans Eijsackers, Alain Planès, Ian Tindale, Maurice Lammerts van Bueren |
| Ensembles / overig | Camerata RCO, Coco collectief, Ruysdael Kwartet |